# Lithobius caucasicus
Lithobius caucasicus är en mångfotingart som beskrevs av Sseliwanoff 1881. Lithobius caucasicus ingår i släktet Lithobius och familjen stenkrypare. Inga underarter finns listade i Catalogue of Life.